# Eugène Kohler
Eugène Kohler (auch Eugen Kohler; * 28. Februar 1887 in Straßburg; † 18. März 1969 in Plobsheim) war ein französischer Romanist, Hispanist und Italianist.

## Leben
Eugène Kohler wuchs im Elsass als Deutscher auf. Er promovierte 1910 bei Gustav Gröber an der Universität Straßburg mit der Arbeit Sieben spanische dramatische Eklogen mit einer Einleitung über die Anfänge des spanischen Dramas. Ab 1919, nunmehr Franzose, war er Maître de Conférences an der Universität Straßburg, ab 1929 außerordentlicher Professor. Von 1936 bis zu seiner Emeritierung 1958 besetzte er den Lehrstuhl für Spanisch und Italienisch, forschte aber vor allem als Hispanist.
Kohler war Ritter der Ehrenlegion (1938).

## Werke
- Sieben spanische dramatische Eklogen mit einer Einleitung über die Anfänge des spanischen Dramas, Dresden 1911.
- (Hrsg.) Lope de Vega, Comedia del Perro del hortelano, Paris 1934, 1951.
- Lope de Vega et Giraldi Cintio, in: Mélanges 1945. Etudes littéraires II (= Publications de la Faculté des Lettres de l'Université de Strasbourg 105), Paris 1946, S. 169–260.
- (Hrsg.) Lope de Vega, Fuente Ovejuna, Straßburg 1952.
- (Übersetzer)  Poema de mio Cid, hrsg. von Ramón Menéndez Pidal, Paris 1955.
- (Hrsg.) Anthologie de la littérature espagnole du Moyen Âge 1140-1500, 2 Bde., Paris 1957, 1960, 1970.